# Stade Omar Bongo
Het Stade Omar Bongo is een multifunctioneel stadion in Libreville, de hoofdstad van Gabon. 
Het stadion wordt vooral gebruikt voor voetbalwedstrijden, de voetbalclub Footbal Canon 105 Libreville speelt in dit stadion zijn thuiswedstrijden. Ook het nationale elftal van Gabon maakt wel eens gebruik van dit stadion voor het spelen van internationale thuiswedstrijden. In het stadion is plaats voor 30.000 toeschouwers. Het stadion is vernoemd naar Omar Bongo (1935–2009), die was van 1967 tot 2009 president van Gabon.